# ميخائيل فروست
ميخائيل فروست (بالإنجليزية: Michael Frost)‏ هو عالم عقيدة أسترالي، ولد في 1961.

## وصلات خارجية
- الموقع الرسمي